# Grup d'Estudis Astronòmics
El Grup d'Estudis Astronòmics (GEA) és una associació sense ànim de lucre que es dedica a l'observació, l'estudi i la divulgació astronòmica que va ser fundada el 1984. Fou fundat per un reduït nombre de persones, la majoria provinents de l'Agrupació Astronòmica de Sabadell, que volien prioritzar l'estudi de les dades obtingudes per davant de la divulgació dels descobriments. Un dels artífex fou Josep Maria Gómez Forrellad, d'amplis coneixements en la matèria. El fet de disposar de temps li permeté posar en relació els coneixements d'observadors experimentats, així com físics, enginyers, matemàtics i informàtics, amb l'objectiu de treballar en equip obtenint observacions, desenvolupant instrumental, amb tasques burocràtiques i elaborant programari per a convergir en noves descobertes. A partir del 1993 les troballes es dispararen.
La xarxa d'observatoris dels membres del GEA s'escampa per Mollet, Piera, Sampsor, Seva, Tàrrega, Figueres, l'Ametlla del Vallès, Monegrillo, entre d'altres. El formen telescopis de més de 40 cm de diàmetre amb muntures i motoritzacions desenvolupades ad hoc pel mateix grup. A destacar el Cassegrain de 60 cm de l'observatori Esteve Duran, a Seva, durant molts anys el major telescopi de Catalunya i operat per Enrique Garcia Melendo.

## Història
El grup va ser fundat a Mollet del Vallès el 1984 impulsat per Josep Maria Gómez Forrellad, astrònom amb experiència en l'observació del Sol i de Júpiter. Amb l'adveniment de la microinformàtica, el grup disposà des del 1987 d'un propi Bulletin Board System (BBS) per tal de facilitar la comunicació entre els membres i accelerar la coordinació de les observacions. Un altre pas en la projecció internacional del grup i les col·laboracions va venir amb la seva presència a Internet, amb una de les primeres web del país.
GEA va començar a usar fotòmetres fotoelèctrics per mesurar les variacions de brillantor d'estels, i va passar ben aviat a l'ús de càmeres CCD. i a desenvolupar programari per a controlar-les i analitzar de forma semiautomàtica els milers d'imatges preses cada nit
Membres del grup van crear el 1996 l'associació CelFosc amb la finalitat de reduir la contaminació lumínica, la qual no només suposa un greu inconvenient a l'observació astronòmica, si no que és una font de malbaratament energètic i agressió als ecosistemes nocturns. El treball informatiu i divulgatiu de CelFosc va aconseguir que el Parlament de Catalunya aprovés per unanimitat la Llei 6/2001, de 31 de maig, d'ordenació ambiental de l'enllumenament per a la protecció del medi nocturn. A partir del 2005 l'activitat científica del grup va anar decreixent i actualment és inexistent. Puntualment alguns dels seus exmembres han anat col·laborant en programes internacionals d'estudi de les atmosferes de Júpiter i Saturn coordinats pel Grupo de Ciencias Planetarias de la Universitat del País Basc.
Les àrees d'actuació on han assolit més resultats són el desenvolupament d'instrumental astronòmic, automatització de telescopis, programari d'anàlisi d'imatges, l'observació i estudi d'estels variables, descobriment de nous asteroides, com per exemple el Catalonia, així com el seguiment i estudi de les atmosferes de Júpiter i Saturn. Les tasques de divulgació astronòmica s'han vehiculat a través de les activitats de la Fundació Observatori Esteve Duran (FOED), que va formar mestres i accollir escoles i visitants.